# Zichy Gyula
Gróf zicsi és vázsonykői Zichy Gyula Aladár Teódor József Mária György János (Nagyláng, 1871. november 7. – Kalocsa, 1942. május 20.) magyar római katolikus pap, pécsi püspök, kalocsai érsek, valóságos belső titkos tanácsos, pápai trónálló, a magyar országgyűlés felsőházi tagja, Bács-Bodrog vármegye örökös főispánja volt.

## Élete
Gróf Zichy Gyula gróf Zichy János (1835–1905) és Marie von Redern (1840–1910) grófnő házasságából született. Testvére Zichy János, a Magyar Királyság kultuszminisztere. Gimnáziumi tanulmányokat Bécsben folytatott a kalksburgi jezsuitáknál, majd a székesfehérvári cisztercieknél. Teológiai tanulmányokat Innsbruckban végzett, 1891–1896 közt. Székesfehérvárott szentelték pappá 1895. július 4-én.
1896-ban Budakeszin káplánként teljesített szolgálatot. 1897-ben kijutott Rómába, az ottani nemesi akadémián vett részt továbbképzésben. 1900-ban a Gregoriana Pápai Egyetemen egyházi jogi doktorátust szerzett, majd XIII. Leó pápa szolgálattevő kamarása lett.

### Püspöki pályafutása
1905. december 11-én pécsi püspökké nevezték ki, és még ugyanebben az évben december 21-én X. Piusz pápa püspökké szentelte Prohászka Ottokárral és Balás Lajossal együtt. 
Jelentős oktatásszervezési feladatokat látott el mint a Katolikus Tanügyi Tanács és a Magyar Katolikus Tanítók Országos Szövetségének védőelnöke. 1912-ben saját vagyonából megalapította Pécsett a Pius Gimnáziumot (ma Janus Pannonius Gimnázium) és annak 130 diákot befogadó internátusát. 1911. március 25-én útjára indította a Dunántúl című napilapot, 1914-ben már nyomdát is alapított. Az első világháború idején a szerb megszállás alatt is mindvégig helyén maradt, birtokait zárolták.
1923-tól – a pécsi szék megtartása mellett – kalocsai apostoli adminisztrátor, majd 1925. augusztus 31-től érsek. Kalocsai Egyházmegyei Takarékpénztárat, templomokat, plébániákat alapított, kibővítette a kalocsai érseki kórházat. 1929 és 1931 közt nemzeti zarándoklatot szervezett a Szentföldre. 1901 és 1918 közt tagja volt a főrendiháznak, 1927 és 1942 közt a felsőháznak. 1929 május 10-től az Magyar Tudományos Akadémia igazgatósági tagjaként működött. A második világháború idején a Délvidék visszacsatolásakor a Bácskában teljesített szolgálatot.
Utóda a pécsi püspöki székben 1926. március 27-től Virágh Ferenc, a kalocsai érseki székben 1943-tól Grősz József volt.

## Galéria

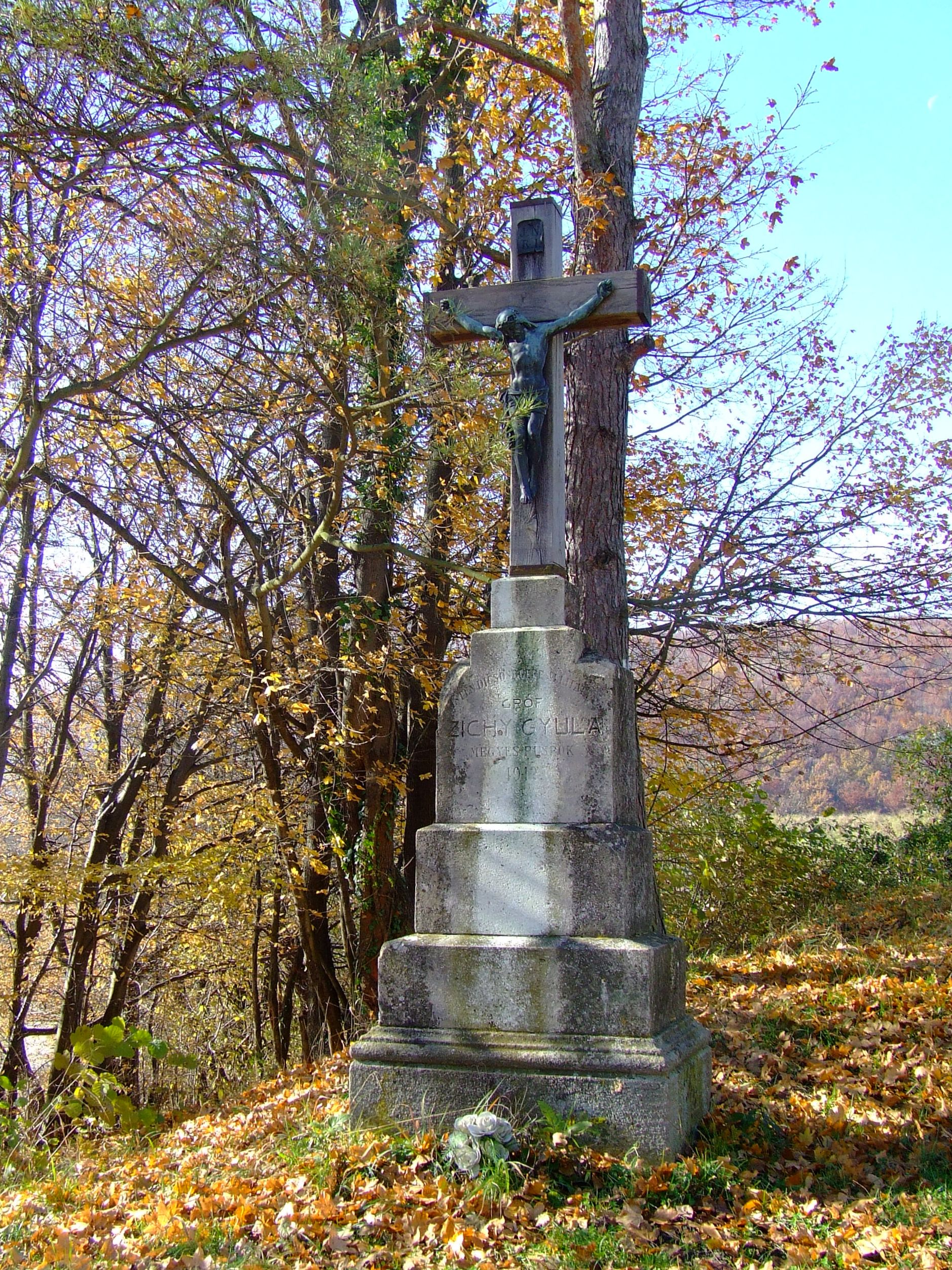
Feszület Püspökszentlászló határában, 1912-ben állíttatta Zichy Gyula püspök
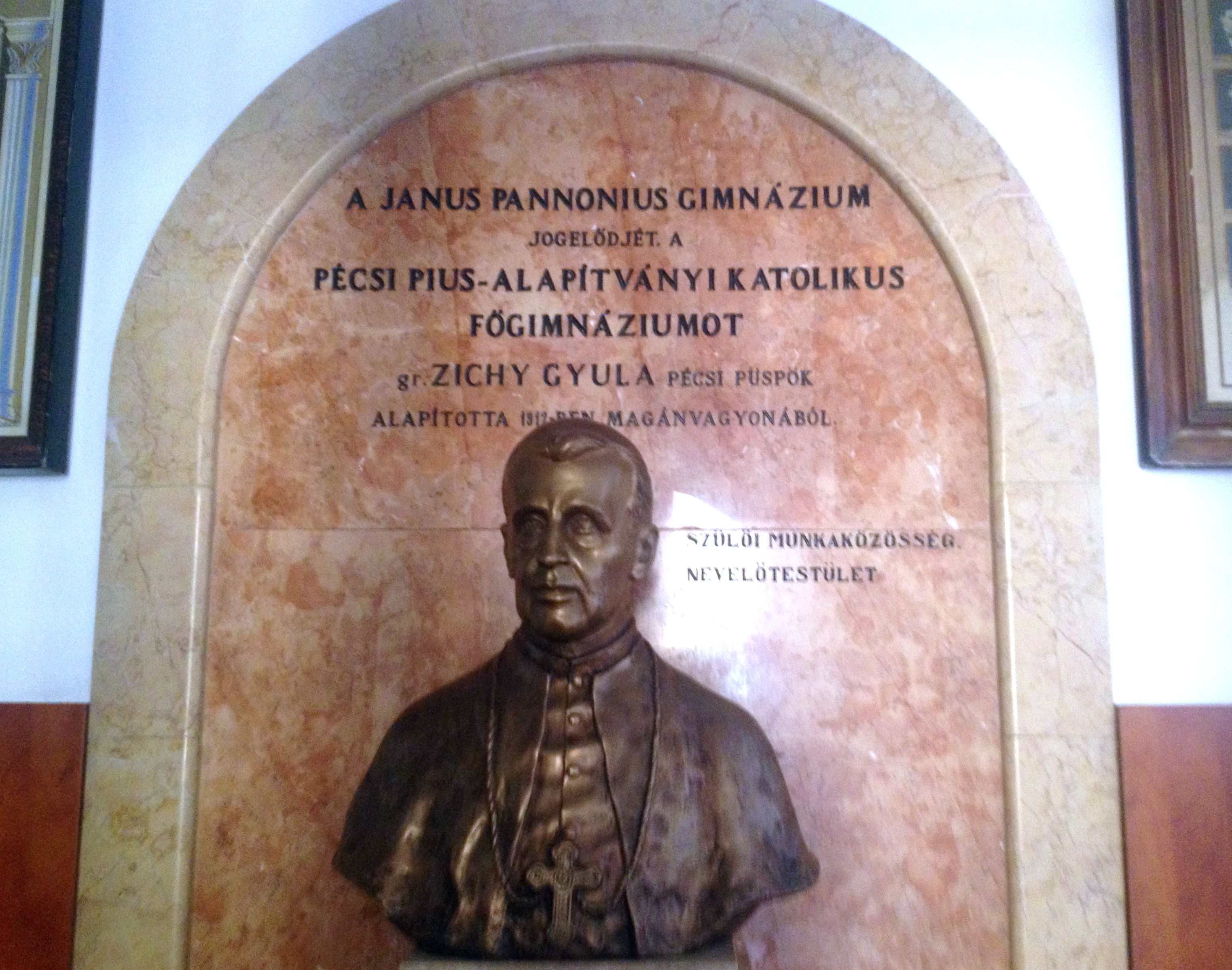
Zichy Gyula iskolaalapító mellszobra a pécsi Janus Pannonius Gimnáziumban (Trischler Ferenc alkotása)